# Neomphalina
Neomphalina is een onderklasse van weekdieren binnen de stam van de Gastropoda (slakken).

## Superfamilie
- Neomphaloidea McLean, 1981